# Łużna (gmina)
Pour la localité, voir Łużna.
Łużna est une gmina rurale du powiat de Gorlice, Petite-Pologne, dans le sud de la Pologne. Son siège est le village de Łużna, qui se situe environ 11 km au nord-ouest de Gorlice et 89 km au sud-est de la capitale régionale Cracovie.
La gmina couvre une superficie de 56,24 km2 pour une population de 8 202 habitants.

## Géographie
La gmina inclut les villages de Biesna, Bieśnik, Łużna, Mszanka, Szalowa et Wola Łużańska.
La gmina borde les gminy de Bobowa, Gorlice, Grybów et Moszczenica.